# Francisca Isabel de Orleães
Francisca Isabel Luísa Maria de Orléans (em francês: Françoise Isabelle Louise Marie d’Orléans; Paris, 25 de dezembro de 1902 – Paris, 25 de fevereiro de 1953), foi uma princesa francesa da Casa de Orléans por nascimento e princesa da Grécia e Dinamarca após o seu casamento com o príncipe Cristóvão. Era descendente do rei Luís Filipe I de França, e do imperador D. Pedro I do Brasil.

## Biografia
Francisca de Orléans nasceu no 8º distrito de Paris, em França, num momento em que seu pai, o duque de Guise, ainda é o líder da Casa de Orléans e tem, portanto que a sofrer as consequências da lei do exílio, votada pelo Parlamento francês em 1886. A princesa, portanto, passou os primeiros anos de sua infância no castelo da família de Orléans, em Nouvion-en-Thiérache. No entanto, em 1909, o duque e a duquesa de Guise decidem partir para levar a vida de colonos em Marrocos e se estabelecer no ano seguinte na pequena cidade de Larache com seus filhos. Na região, a família comprou terras sem dificuldade das autoridades xerifianas e levou o pseudônimo de Orliac, o nome de um tambor-mor do duque de Aumale.
No reino do Norte da África, Francisca e sua família vivem em condições espartanas. Durante vários anos, sua residência foi na verdade apenas uma cabana de barro coberta com ferro corrugado e só em 1918 essa cabana modesta deu lugar a uma confortável villa com piso e água corrente. Antes do estabelecimento do protetorado francês, os Guise, também viviam em insegurança relativa em Marrocos: em 1911, um grande berbere revolta de fato abalou o país e dezenas de europeus foram massacrados enquanto Sultan Mulei Abedal Hafide foi morto. Sitiado em Fez. Os pais de Francisca optam então por ficar em Larache com os filhos mas, por precaução, os membros da família dormem vestidos, com armas sempre ao alcance. Em 1912, França e Espanha acabarão por dividir o país e a casa de Guise Larache é encontrada no protetorado espanhol enquanto a agricultura seu Maarif é integrado na zona francesa.
Com a colonização, o dia a dia de Francisca e família se torna mais fácil e Guise mantém contato estreito com o Residente Geral French Hubert Lyautey como com os administradores espanhóis do Rif. Os filhos principescos agora levam uma vida razoavelmente livre na plantação da família, mas, apesar disso, recebem uma educação muito rígida, dirigida pela própria Duquesa de Guise. Esta última ensina inglês a seus filhos, que ela fala fluentemente desde que passou a infância no exílio no Reino Unido, enquanto uma preceptora alsaciana, ensina-lhes alemão e um professor de italiano toscano. As crianças também aprendem espanhol, língua dos colonos da região, e até árabe, graças ao contato com os indígenas. Por ordem de sua mãe, Francisca, seu irmão e suas irmãs devem, portanto, usar uma linguagem diferente todos os dias durante as suas brincadeiras.
No entanto, a família não esquece suas raízes francesas. A cada verão, os Guises e seus descendentes vêm passar as férias na França e depois se estabelecem com a duquesa de Chartres, no castelo de Saint-Firmin, e com a condessa de Paris, no castelo de Randan. No entanto, o duque e a duquesa às vezes deixam o Marrocos sem seus filhos para visitar seus parentes europeus numerosos. Nessas ocasiões, os irmãos são responsáveis por administrar a plantação da família e sua educação é, então, um tanto negligenciada. A Princesa Francisca aproveita o seu tempo livre para aprender a montar a cavalo e assim torna-se uma excelente cavaleira. Ela também é tão boa em equitação que mais tarde se tornou a única mulher a receber permissão para treinar na escola de cavalaria militar romana em Tor di Quinto.

## Casamento e descendência
Solteira há muito tempo, Francisca conheceu o futuro marido pela primeira vez no casamento da princesa Mafalda da Itália e do príncipe Filipe de Hesse-Cassel, em 1925, no Palácio Racconigi, perto de Turim. No entanto, foi só quatro anos depois, em 1929, que Cristovão da Grécia e Dinamarca e Francisca de Orléans começaram a namorar. Na verdade, é com uma tia de Francisca, a duquesa de Aosta, que os dois jovens realmente se encontram. Seduzido rapidamente, o príncipe helênico busca se aproximar da jovem, a quem começa a cortejar. Treze anos mais velho, o homem é viúvo de uma rica americana, Nancy Leeds, de quem herdou grande parte da fortuna. Ele viveu entre Roma e Palermo, na Itália, desde o desastre da Guerra Greco-Turca de 1919-1922, que causou o exílio de grande parte da família real helênica. Muito alto e muito calvo, o príncipe não é menos atraente: seu humor e seus dons artísticos vêm, de fato, preencher as imperfeições de seu físico. Ele está, além disso, rodeado por uma aura de mistério que não deixa de ter relação com o seu gosto pelo ocultismo.
Poucas semanas depois desses eventos, que acontecem no Palácio de Capodimonte, perto de Nápoles, Francisca e Cristovão decidem ficar noivos. No entanto, sua diferença de fé é problemática. Filha do pretendente orleanista ao trono da França, Francisca deve obter autorização do Vaticano para se casar com uma ortodoxa, considerada "cismática". No entanto, o papado se opôs ao projeto de casamento por um longo tempo e negociações espinhosas tiveram que ocorrer para chegar a um acordo. Por fim, o casal se reúne na Capela Palatina do palácio de Palermo, dia da assinatura dos Acordos de Latrão. As testemunhas de Francisca são seus primos, o ex-rei Manuel II de Portugal e o duque de Puglia, enquanto as de Cristovão são seu sobrinho, o rei Jorge II da Grécia  e o príncipe do Piemonte. A cerimónia, da qual participam Oldemburgo, Grécia, Orléans, Saxônia e outros membros da elite europeia, como o príncipe Knud da Dinamarca, decorre em júbilo.
Depois da lua de mel, os dois cônjuges estabeleceram-se na Villa Anastasia, localizada na Via dei Tre Orologi, em Roma. O casal leva então, por algum tempo, uma existência ociosa de príncipes cujas obrigações oficiais são quase nulas. Eles recebem muito e também são muito próximos da família real italiana, e particularmente do ramo de Aosta. No entanto, as dificuldades econômicas não demoram muito para obscurecer a vida do jovem casal. O administrador da fortuna do príncipe realmente fugiu com seu dinheiro e Francisca e seu marido viram-se arruinados. Para sobreviver, o casal reduziu consideravelmente seu estilo de vida. Saiu definitivamente de Villa Anastasia e mudou-se para o Hotel Excelsior em Roma. Como o marido não a ajudou no sustento da família, Francisca de Orléans teve que resolver pedir dinheiro emprestado ao pai e até posar para fotos publicitárias, o que na época era considerado realmente escandaloso em sua comunidade.
No entanto, apesar das dificuldades econômicas, Cristovão e Francisca fazem o possível para manter sua posição. Em novembro de 1936, eles participam, com os outros membros da família real helênica, nas cerimônias que presidem à restauração da monarquia na Grécia. Nesta ocasião, as cinzas da rainha Olga, o rei Constantino I e rainha Sofia, todos morreram no exílio na Itália são repatriados para os necrópole real de Tatoi ordem de George II. Algum tempo depois, em 1938, o casal voltou novamente à Grécia, no casamento do futuro Paulo I com a princesa Frederica de Hanover.
Em 1939, nasceu, na capital italiana, o pequeno Miguel da Grécia, filho único de Francisca e Cristovão. Para o casal principesco, este nascimento é um grande momento de alegria. Porém, desta vez novamente, a felicidade não dura muito e outro desastre atinge a princesa. No início da Segunda Guerra Mundial, em 1940, seu marido partiu para Atenas para conversar com seu sobrinho, o rei Jorge II, sobre os acontecimentos que abalaram a Europa. Durante sua viagem, Cristovão contraiu um abscesso no pulmãoque ganha em algumas semanas. Avisada de sua doença, Francisca de Orléans tentou chegar à capital helênica, mas só chegou depois da morte de seu marido. Na companhia de seu irmão, o Conde de Paris, e vários membros da família real grega, ela, portanto, assistiu impotente ao funeral de seu marido em Tatoï.

### Viúva e exilada
Viúva e mais sem um tostão do que nunca, a princesa Francisca está em busca de novas maneiras de sustentar sua família. Em Paris, vende na Guillomet o conjunto de turquesas que herdou da sogra, rainha Olga da Grécia, no dia do casamento com Cristovão. Acima de tudo, ela decide deixar a Itália e seu regime fascista. A princípio, ela pretende se estabelecer em Atenas para tornar seu filho um príncipe grego, como seu marido deseja ardentemente. No entanto, o rei Jorge II à avisa que a guerra com a Itália está próxima e que é melhor para ela buscar outro refúgio.  Francisca decide então juntar-se à sua própria família em Marrocos.
Na villa de Larache, Francisca encontra seus pais, sua irmã Isabel e seus filhos. Pouco depois, o conde de Paris e sua família também se juntaram a eles. Mas, mal chegou ao protetorado espanhol, um novo luto atinge a princesa Francisca. Afetado por um antraz estafilocócico e machucado pela derrota francesa contra a Alemanha nazista, o duque de Guise é de fato morto em 25 de agosto de 1940.
O destino da França é outra fonte de preocupação para a princesa Francisca. Enquanto vários membros da Casa de Orléans depositam sua confiança no Marechal Pétain, a jovem está convencida de que somente o General de Gaulle pode salvar o país. É preciso dizer que Francisca tem sido decididamente antifascista desde a sua estadia na Itália e que, portanto, não tem confiança no regime instaurado em Vichy. Dentro da família Orléans, as divisões políticas eram, portanto, tão fortes que Francisca acabou deixando Larache e se mudou para Tânger com seu filho. Nacidade internacional, a princesa, sempre tão sem um tostão, faz o possível para ajudar os ingleses. Depois de alguns meses, porém, ela se reconcilia com sua família e volta a morar no palácio de sua mãe.
No outono de 1944, entretanto, a Duquesa de Guise informou a seus filhos que sua renda não permitia mais que ela os acomodasse e, portanto, pediu-lhes que deixassem sua residência. Francisca de Orléans decide então ficar com seu filho no hotel Miramar em Málaga, Espanha. A vida no país de Franco não era nada brilhante, mas as finanças da princesa se fortaleceram após a guerra. Ela realmente toca na herança de seu pai e liquida as últimas propriedades de seu marido em Palermo e Roma.

## Últimos anos
Em 1948, Francisco de Orléans finalmente decidiu deixar a Andaluzia. As portas da Grécia ainda estão fechadas para ele por causa da guerra civil que assola o país e o governo britânico se recusa a deixá-la se estabelecer na Inglaterra. A princesa da Grécia e seu filho partiram então para Paris, onde foram recebidos por Isabel de Orléans e seu segundo marido, o príncipe Pierre Murat. Na casa da irmã, a princesa se fecha sobre si mesma e limita ao máximo seu contato com o exterior. Aos poucos ela desenvolve uma espécie de depressão e acabou morrendo em 1953.
Seu funeral aconteceu na capela de Saint-Louis em Dreux na presença de muitos membros da elite europeia (Bragança, Karadjordjevich, Saxônia, Orléans e Grécia), mas seu corpo foi transferido, algumas semanas depois, para o mausoléu real da Palácio de Tatoï, na Grécia. Órfão, o jovem Miguel da Grécia e Dinamarca, com apenas 14 anos, foi então colocado sob a responsabilidade de seu tio materno, o Conde de Paris.

## Genealogia
| Francisca de Orleães | Pai: João, Duque de Guise | Avô paterno: Roberto de Orléans                  | Bisavô paterno: Fernando Filipe, Duque d'Orleães |
| Francisca de Orleães | Pai: João, Duque de Guise | Avô paterno: Roberto de Orléans                  | Bisavó paterna: Helena de Mecklemburgo-Schwerin  |
| Francisca de Orleães | Pai: João, Duque de Guise | Avó paterna: Francisca de Orleães                | Bisavô paterno: Francisco Fernando de Orléans    |
| Francisca de Orleães | Pai: João, Duque de Guise | Avó paterna: Francisca de Orleães                | Bisavó paterna: Francisca de Bragança            |
| Francisca de Orleães | Mãe: Isabel de Orleães    | Avô materno: Filipe, Conde de Paris              | Bisavô materno: Fernando Filipe, Duque d'Orleães |
| Francisca de Orleães | Mãe: Isabel de Orleães    | Avô materno: Filipe, Conde de Paris              | Bisavó materna: Helena de Mecklemburgo-Schwerin  |
| Francisca de Orleães | Mãe: Isabel de Orleães    | Avó materna: Maria Isabel de Orléans-Montpensier | Bisavô materno: António de Orleães               |
| Francisca de Orleães | Mãe: Isabel de Orleães    | Avó materna: Maria Isabel de Orléans-Montpensier | Bisavó materna: Luísa Fernanda de Bourbon        |